# Rối nước làng Ra
Rối nước làng Ra ở thôn Phú Hòa (tên nôm là làng Ra), xã Tây Phương, thành phố Hà Nội.

## Lịch sử
Vào thế kỷ XI, sau nhiều năm tu hành ở Trung Quốc và Ấn Độ, trên đường vân du, thấy đất Sài Sơn (Quốc Oai) phong cảnh hữu tình, dân cư trù mật, Pháp sư Từ Đạo Hạnh (thiền sư nhà Lý) đã cho xây dựng chùa Thầy làm nơi tu hành. Ở đây, Ngài đã dạy cho dân làng Ra hát chèo, múa rối nước và để lại ba mẫu ruộng ở xứ Đồng Vai cho phường rối làm vốn. Nhân dân coi Pháp sư là ông tổ nghề múa rối ở đây.

## Đặc điểm
Rối nước là loại hình nghệ thuật đặc biệt. Các nghệ nhân ở trong thủy đình điều khiển những con rối qua một lớp màn che được đan bằng tre hoặc giang và phông che ở trên, sử dụng mặt nước làm sân khấu. Những con rối được điều khiển thông qua hệ thống sào, dây,...
Rối được làm từ gỗ sung, dễ nổi trên mặt nước, được đục, đẽo rồi gọt rũa, đánh bóng và trang trí. Mỗi con rối có một thần thái riêng, có nét đáng yêu, ngộ nghĩnh và mang tượng trưng.
Những nghệ nhân đều là những người không chuyên, rời múa rối họ lại trở về với cuộc sống đời thường của một người nông dân, thợ xây, thợ mộc, giáo viên,... nhưng ai cũng tâm huyết với nghề, cũng muốn lưu giữ và truyền lại nghề cho con cháu. Họ đều không qua trường lớp mà chỉ tự học, tự dạy cho nhau. Lớp người già truyền lại cho lớp người trẻ, những người đi trước dạy cho những người đi sau, càng về sau chuyên môn càng được nâng cao.
Không như những phường rối khác, phường rối làng Ra khai màn bằng tích trò của tướng Loa, đây là nét đặc trưng của rối nước Làng Ra. Chuyện tướng Loa bắt nguồn từ việc làng Ra thờ vị tướng quân Đào Khang thời Hai Bà Trưng làm Thành Hoàng Làng.
Người làng Ra vẫn lưu truyền một câu chuyện xưa, đó là khi có một vị quan về làng xem rối, người làng Ra điều khiển một quân rối từ buồng trò (nơi nghệ nhân đứng biểu diễn sau cánh gà) đi đến tận trước mặt viên quan để mời trầu. Viên quan nhận trầu xong, cầm một xâu tiền quàng lên cổ quân rối, bảo rằng: Ta thưởng cho phường nếu đem được quân rối vào buồng trò. Quân rối đeo xâu tiền nặng, điều khiển rất khó, có lúc tưởng chìm, nhưng các nghệ nhân vẫn điều khiển thành công. Tích trò này là Mời trầu.
Rối nước làng Ra có khoảng 30 tích trò, mở đầu bằng trò Tướng Loa. Các tích trò tiêu biểu như chú Tễu, mời trầu, tặng hoa, rước kiệu dời tượng, leo cột cắm cờ, đốt pháo bật cờ, múa rồng...

## Phát triển
Thủy Đình làng Ra được xây dựng lại từ năm 1992, đối diện đình làng. Vào hội chùa Thầy hằng năm (7/3 âm lịch), phường rối làng Ra vẫn biểu diễn độc quyền tại thủy đình giữa hồ Long Trì.
Tại làng Ra, mỗi khi hội làng (tháng 7 âm lịch) đến, các nghệ nhân lại biểu diễn cho nhân dân trong thôn cùng xem. Sau chiến tranh, từ năm 1977, rối nước đã được các nghệ nhân phục hồi trở lại.
Từ năm 1977 đến những năm 2000, rối nước Làng Ra ngày càng phát triển mạnh mẽ. Mỗi năm đều có hàng chục tour du lịch, khách tham quan có cả trong và ngoài nước. Các nghệ nhân liên tục được đi biểu diễn ở các nơi trên cả nước: Bảo tàng dân tộc học Việt Nam, các liên hoan múa rối, Festival,...Ngoài ra, phường còn được đi biểu diễn ở các quốc gia và vùng lãnh thổ trên thế giới: Italia, Áo, Singapore, Trung Quốc, Đài Loan... đưa hình ảnh Việt Nam đến với bạn bè quốc tế.
Nhưng hiện nay múa rối nước đang dần mai một, khách tham quan tới làng Ra cũng không còn, các chuyến đi biểu diễn cũng dần ít đi.